# Minoritski samostan Maribor
Minoritski samostan v Mariboru stoji na Vojašniškem trgu 2. Samostan je nastal v 13. stoletju in je edini v mestu, ki izhaja iz srednjega veka. Leta 1784 je bil samostan ukinjen in je postal vojašnica.

## Nastanek
Minoritski samostan s cerkvijo Marijinega Vnebovzetja se prvič omenja leta 1270, arheološka odkritja pa pričajo, da je predhodnik objekta nastal že v 11. stoletju, po madžarskih vpadih, ko se je meja z njimi ustalila do te mere, da se je lahko ponovno uveljavila antična cesta, ki je potekala iz Celja in Ptuja prek Plača v Lipnico in Graško kotlino. Na mestu, kjer je pozneje nastal samostan, je zaradi bližine rečnega prehoda in ceste tako nastala utrjena postojanka, ki pa je najbrž propadla že konec 11. stoletja.
Do sredine 12. stoletja, ko je prišlo do ustanovitve župnije s cerkvijo sv. Tomaža in pokopališčem na današnjem Slomškovem trgu, so v razvalinah postojanke opravljali večplastne pokope. Ti pričajo o prisotnosti sakralnega objekta, najverjetneje grobne cerkve.

## Samostan
Samostanski kompleks je postopoma zasedel zemljišče med cerkvijo in mestnim obzidjem. Najprej je bil zgrajen severni del vzhodnega trakta, še pred koncem 13. stoletja mu je sledil še njegov južni, prečno postavljen del. Južni trakt, ki je najmlajši, je nastal po nastanku obzidja in z južno stranico počiva na njem. Samostan se je tako v slabem stoletju razvil v dvokrilen nadstropni kompleks, svoj prostorski razvoj pa je zaključil v 17. stoletju s pozidavo ozkega severnega trakta med kapelo sv. Ane in vzhodnim traktom. V sklopu baročne prenove so samostan dopolnili s križnimi hodniki v vseh treh traktih in z vrhnjim izravnalnim nadstropjem.
Leta 1784 so samostan in cerkev v sklopu reform Jožefa II. ukinili in ga prepustili vojski. Prostore so uporabili za vojaško oblačilnico (1784–1809) in kasarno (1831–1927), v obdobju med letoma 1927 in 2004 pa so bila v objektu stanovanja in skladišče. Po letu 2004 je bil samostan prazen in prepuščen propadu. Leta 2007 so objekt začeli prenavljati, saj je prevzel funkcijo novega lutkovnega gledališča in prireditvenega prostora.

## Cerkev
Ob prihodu minoritov v 13. stoletju je cerkev že stala. Meščani naj bi jo skupaj z zemljiščem prepustili povabljenim redovnikom iz Italije in severne Nemčije, ki so cerkev ohranili, vendar so oltarni prostor zamenjali s prezbiterijem v obliki dolgega kora. Cerkev so tako do leta 1270 spremenili v redovno. Obsegala je nizko ladjo in šest metrov širok prezbiterij z dvema križnorebrastima obokoma, petosminskim zaključkom in visokimi zašiljenimi okni. V 14. stoletju so ladji na severni strani dozidali zgodnjegotsko kapelo sv. Katarine, ki je gledala na samostansko pokopališče, v 16. stoletju pa so na južni strani dogradili še poznogotsko kapelo sv. Ane, ki je bila obrnjena proti samostanskemu dvorišču. Ob južni steni prezbiterija je stala dolga in ozka zakristija, ki je bila do 14. stoletja križnorebrasto obokana.
Po poznogotski prenovi zaradi požara, ki se je zgodil leta 1450, in renesančni prenovi v 16. stoletju je cerkev okoli leta 1710 doživela še baročno prenovo. Izgubila je star zgodnjegotski prezbiterij in na zahodni strani dobila novega baročnega, staro zakristijo na vzhodni strani pa je nadomestila dvonadstropna zakristija v podaljšku severnega trakta. Ladjo so križno obokali in jo razčlenili z dvojnimi pilastri, bogato profiliranim zidcem in dvojnimi oprogami, po ukinitvi obeh zunanjih kapel pa so jo opremili s tremi pari notranjih kapel. Med letoma 1770 in 1772 so ladjo bolj bogato okrasili, prezbiterij pa dopolnili s štukaturami in poslikavo Josefa Göblerja iz Gradca. Leta 1770 je glavno fasado z baročnim portalom zamenjala sedanja konkavno usločeno poznobaročno fasado, ki jo je domnevno zasnoval mariborski arhitekt Janez Nepomuk Fuchs. Del cerkve je bil tudi zvonik s čebulasto streho, ki pa so ga porušili že leta 1785. Do razcveta in baročne prenove samostana in cerkve ni prišlo le zaradi splošne blaginje, ampak tudi po zaslugi kipa Marije, ki so ga prinesli iz Slovenskih Konjic in zaradi katerega je cerkev postala pomembno regionalno romarsko središče. V sklopu jožefinskih reform iz 18. stoletja so podrli zvonik, notranjost cerkve pa prepolovili z dodatno etažo.

## Minoritski samostan danes
Leta 2004 je Mestna občina Maribor objavila razpis za prenovo samostana. Na razpisu so izbrali rešitev Jurija Kobeta in Roka Žnidaršiča s sodelavci. Leta 2005 so izdelali izvedbene načrte za preureditev samostana v multimedijski prireditveni prostor in lutkovno gledališče, sama prenova pa je potekala med letoma 2007 in 2010. Po končani prenovi se je leta 2010 v prostore bivšega samostana preselilo Lutkovno gledališče Maribor. Gledališče vsebuje dve dvorani in meri približno 2500 m².